# La rivolta dei vampiri
La rivolta dei vampiri (The Bleeding Dusk) è il terzo libro della serie L'eredità dei Gardella di Colleen Gleason, pubblicato il 5 febbraio 2008 negli Stati Uniti e il 30 luglio 2009 in Italia.

## Trama
Mentre Max si reca da Lilith in Romania, Victoria diventa la nuova Illa Gardella e, avendo perso la sua durante l'ultimo combattimento contro i vampiri, decide d'indossare due vires bullae, quella di Max e quella di Eustacia. Intanto, a Roma vengono ritrovati corpi di animali e persone decapitati, e la cosa sembra legata ai tentativi di aprire la porta del laboratorio del defunto alchimista Palombara, che stava studiando un modo per trasformare il piombo in oro e ottenere l'immortalità. Per aprire la porta sono necessarie tre chiavi, una delle quali era in possesso di Eustacia, che la portava sempre con sé. Essendo stato Sebastian l'ultimo a vedere il corpo della donna, Victoria decide di contattarlo tramite Beauregard e nel frattempo riceve la visita della madre e delle amiche di quest'ultima, Lady Winifred e Lady Petronilla. Le tre donne la invitano a partecipare con altra gente a una caccia al tesoro a Villa Palombara, dove Victoria e Max, tornato dalla Romania, vengono trovati e catturati da George Starcasset e Sarafina Regalado. Prigionieri nella villa insieme a Sebastian, scoprono da questi che gran parte del Tutela si è alleata con il demone mangiatore di teste Akvan, tornato in vita dopo la distruzione del suo obelisco. Quando Victoria viene prelevata dalla cella per essere portata da Akvan, riesce a liberarsi e scappare con gli altri. Avendo recuperato dalla vampira che l'aveva portata via un pezzo dell'obelisco di Akvan, Victoria si reca al Consilium per metterlo insieme all'altro in una stanza segreta, ma trova Sebastian e scopre che anche lui è un Cacciatore. L'uomo le rivela di aver nascosto la terza e ultima chiave, quella di Eustacia, dietro a un quadro e, per impedire ad Akvan di trovare i pezzi del suo obelisco e svelare così anche la sede del Consilium, Victoria porta i frammenti nel laboratorio di Villa Palombara; durante la spedizione, il cui obiettivo è anche quello di recuperare gli appunti dell'alchimista, Victoria e Max si baciano. 
Per uccidere Akvan è necessario, come dice la profezia, un Cacciatore che non sia più tale: Max decide così di usare un unguento datogli da Lilith, che lo libererà dal controllo della vampira, ma gli porterà via anche i poteri e i ricordi sui vampiri, facendolo tornare un semplice mortale. Grazie a Wayren, però, l'uomo riacquista i ricordi, va da Akvan e lo uccide. Nel frattempo, Victoria vede Sebastian che ruba una pagina degli appunti dell'alchimista, quella raffigurante il fiore Amorphophallus pusillum, e lo segue di nascosto fin da Beauregard. Qui la ragazza viene soggiogata dal vampiro, che scambia con lei il sangue: questo gesto porta Sebastian a uccidere Beauregard, pur volendogli bene. Grazie alle due vires bulle, Victoria non si trasforma in vampiro.

## Edizioni
- Colleen Gleason, La rivolta dei vampiri, traduzione di Giovanni Pilo, Newton Compton Editori, 2009,  pp. 285, cap. 24 + prologo ed epilogo, ISBN 978-88-541-1601-6.
- Colleen Gleason, I cacciatori di vampiri - La saga completa dei Gardella, Newton Compton Editori, 2012,  p. 1073, ISBN 978-88-541-3706-6.